# Bōeki Center (Kobe Port Liner)
Bōeki Center (貿易センター駅, Bōeki-Sentā-eki) est une station de la Port Liner du métro automatique de Kobe New Transit. Elle est située dans l'arrondissement Chūō-ku de Kobe, dans la préfecture de Hyōgo au Japon.
Mise en service en 1981, elle est desservie par les rames de la Port Liner.

## Situation sur le réseau

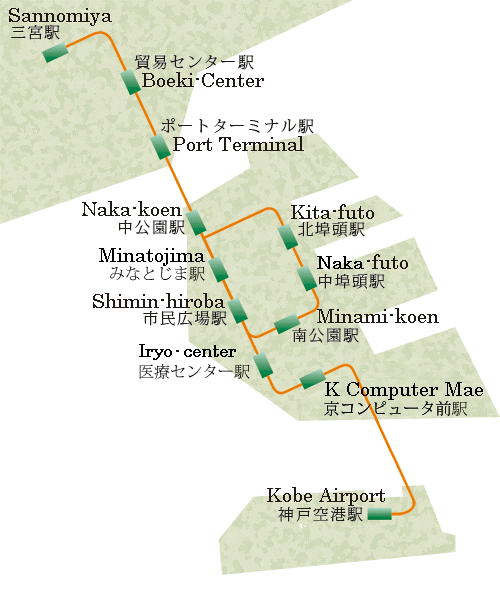
Plan de la ligne.

Établie en aérien Bōeki Center est une station de passage de la Port Liner de Kobe New Transit. Elle est située entre la station Sannomiya (Kobe Port Liner), terminus nord, et la station Port Terminal, en direction du terminus sud Aéroport de Kobe.
Elle dispose d'un quai central encadré par les deux voies en impasses de la ligne.

## Histoire
La station Bōeki Center est mise en service le 5 février 1981, lorsque la compagnie Kobe New Transit ouvre à l'exploitation les 6,4 km, avec neuf stations, de la première section de sa ligne Port Liner de son métro automatique.

## Services aux voyageurs

### Accès et accueil
Établie 3 Isobedori, le hall avec la billetterie et le contrôle est située au niveau 1 du bâtiment, accessible par des escaliers et un ascenseur. Des escaliers et escaliers mécaniques permettent l'accès au niveau 2 puis au niveau 3 où se situent le quai central et les voies. La station est accessible par des ascenseurs qui permettent de joindre, depuis le sol, le niveau 1 puis, sans marche, un deuxième ascenseur qui mêne directement au niveau 3 du quai.

### Desserte
Bōeki Center est desservie par les rames effectuant la relation Sannomiya - Aéroport de Kobe et la relation en boucle de Sannomiya à Sannomiya via Kita Futō.

Installations
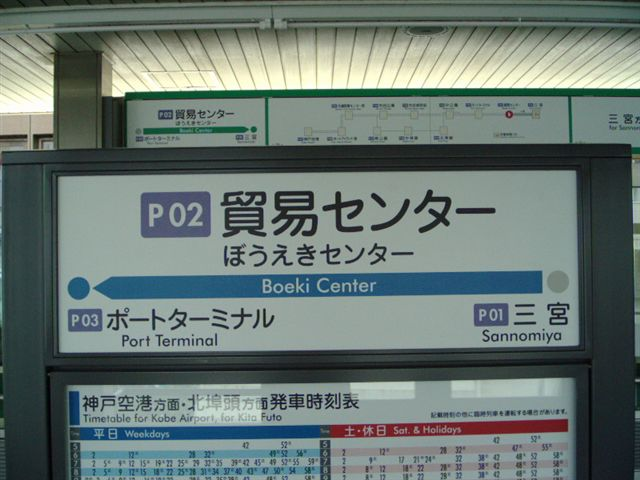
2006.
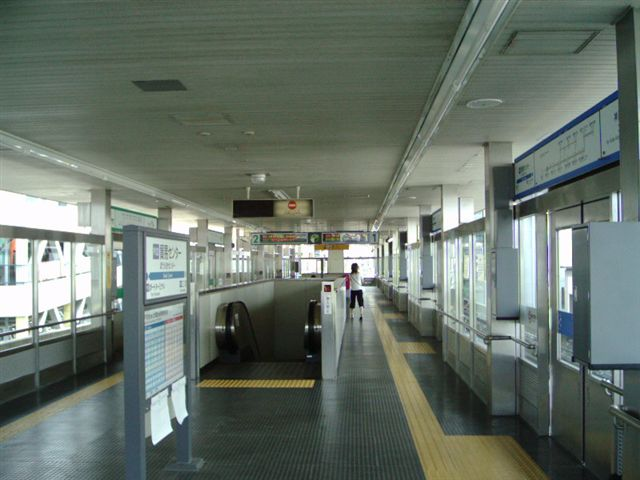
2006.
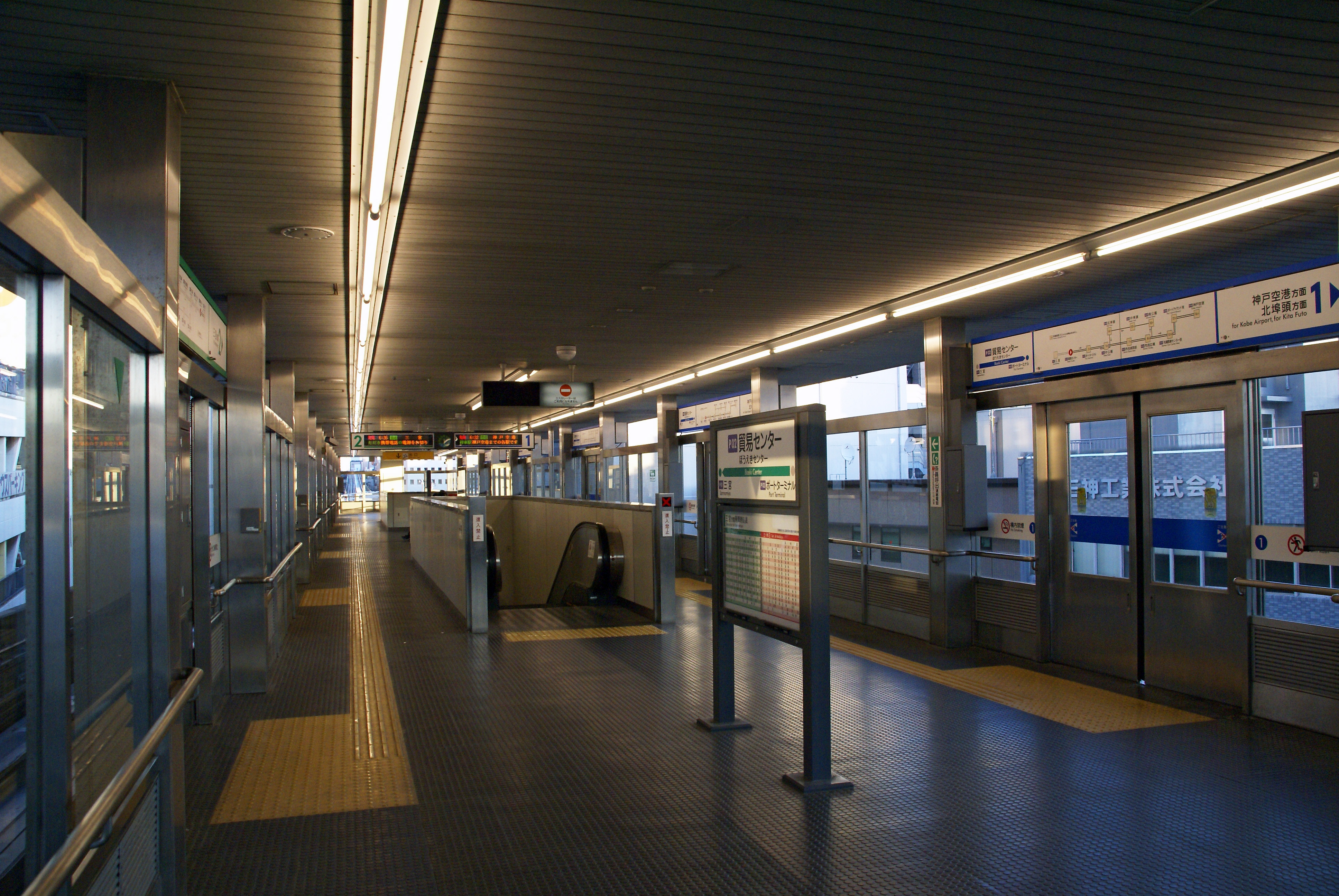
2007.

## À proximité
Elle est située à proximité d'un centre commercial.